# A Tapestry of Dreams
A Tapestry of Dreamses el octavo álbum de estudio en inglés del cantante francés Charles Aznavour. Fue publicado en septiembre de 1974 a través de RCA Records.

## Grabación y contenido
Las sesiones de grabación del álbum tuvieron lugar entre abril y mayo de 1974 en dos estudios diferentes de Londres, Inglaterra: Nova Sound y Morgan Studios. Aznavour coprodujo el álbum junto con Del Newman, mientras que Richard Dodd y Peter Flanagan se desempeñaron como ingenieros de audio. Una vez completas las sesiones de grabación, Dodd mezcló el álbum en los estudios Nova Sound. A Tapestry of Dreams contenía diez canciones. Aznavour coescribió todos los temas. Su colaborador frecuente Herbert Kretzmer recibió crédito de composición en seis de las canciones.

## Recepción de la crítica
Un escritor no especificado de Record World comentó: “El cantante más destacado de Francia, después de llegar al mercado europeo con "She", canta sus canciones de amor para el mercado americano en este set en inglés. Tanto sus seguidores como los recién llegados se emocionarán con las exuberantes orquestaciones que rodean a Aznavour”.

## Lista de canciones
Todas las canciones escritas y compuestas por Charles Aznavour y Herbert Kretzmer, excepto donde esta anotado. 
| Lado uno |                                          |                                      |          |  |
| N.º      | Título                                   | Escritor(es)                         | Duración |  |
| 1.       | «She»                                    |                                      | 2:34     |  |
| 2.       | «From today» (Désormais)                 | Georges Garvarentz Aznavour Kretzmer | 2:50     |  |
| 3.       | «Our Love, My Love» (Tes yeux, mes yeux) | Aznavour Erich Segal                 | 3:11     |  |
| 4.       | «La Baraka»                              |                                      | 4:27     |  |
| 5.       | «You've Got to Learn» (Il faut savoir)   | Aznavour Marcel Stellman             | 3:34     |  |

| Lado dos |                                            |                                   |          |  |
| N.º      | Título                                     | Escritor(es)                      | Duración |  |
| 1.       | «We Can Never Know» (On ne sait jamais)    | Aznavour Al Kasha Joel Hirschhorn | 2:58     |  |
| 2.       | «The “I Love You” Song»                    | Aznavour Bontempelli Kretzmer     | 3:31     |  |
| 3.       | «I Live for You» (Je meurs de toi)         |                                   | 3:06     |  |
| 4.       | «After Loving You» (De t'avoir aimée)      | Aznavour Buddy Kaye               | 2:52     |  |
| 5.       | «Yesterday When I Was Young» (Hier encore) |                                   | 3:33     |  |

## Créditos y personal
Créditos adaptados desde las notas de álbum de A Tapestry of Dreams.
Personal técnico
- Charles Aznavour – productor
- Del Newman – productor, arreglos, conductor
- Richard Dodd – ingeniero de audio, mezclas
- Peter Flanagan – ingeniero de audio
- Tony McArthur – coordinador
- Pat Doyle – director artístico
- Lord Snowdon – fotografía

## Posicionamiento
| Gráfica (1974)                     | Pico de posición |
| ---------------------------------- | ---------------- |
| Países Bajos (Dutch Album Top 100) | 10               |
| Reino Unido (UK Singles Chart)     | 9                |

## Certificaciones y ventas
| País                                                     | Certificación | Ventas   |
| -------------------------------------------------------- | ------------- | -------- |
| Reino Unido (BPI)                                        | Oro           | 250 000* |
| *cifras de ventas basadas únicamente en la certificación |               |          |